# Kanton Le Quesnoy-Ouest
Le Quesnoy-Ouest (Nederlands: Kiezenet-West) is een voormalig kanton van het Franse Noorderdepartement. Het kanton maakte deel uit van het arrondissement Avesnes-sur-Helpe.

## Gemeenten
Het kanton Le Quesnoy-Ouest omvatte de volgende gemeenten:
- Bry
- Eth
- Frasnoy
- Gommegnies
- Jenlain
- Le Quesnoy (deels, hoofdplaats)
- Maresches
- Orsinval
- Preux-au-Sart
- Sepmeries
- Villereau
- Villers-Pol
- Wargnies-le-Grand
- Wargnies-le-Petit